# Centrale thermique de New Plymouth
La centrale thermique de New Plymouth est une centrale thermique dans la région de Taranaki en Nouvelle-Zélande.